# (10697) Othonwinter
(10697) Othonwinter est un astéroïde de la ceinture principale.

## Description
(10697) Othonwinter est un astéroïde de la ceinture principale. Il fut découvert le 2 mars 1981 à l'Observatoire de Siding Spring par Schelte J. Bus. Il présente une orbite caractérisée par un demi-grand axe de 2,65 UA, une excentricité de 0,15 et une inclinaison de 14,6° par rapport à l'écliptique.